# Llista de monuments de Santa Eugènia de Berga
Llista de monuments de Santa Eugènia de Berga inclosos en l'Inventari del Patrimoni Arquitectònic Català pel municipi de Santa Eugènia de Berga (Osona). Inclou els inscrits en el Registre de Béns Culturals d'Interès Nacional (BCIN) amb la classificació de monuments històrics, els Béns Culturals d'Interès Local (BCIL) de caràcter immoble i la resta de béns arquitectònics integrants del patrimoni cultural català.
| Monument                                   | Protecció    | Estil/època                    | Localització                                                    | Coordenades                                          | Codi?         | Imatge |
| ------------------------------------------ | ------------ | ------------------------------ | --------------------------------------------------------------- | ---------------------------------------------------- | ------------- | --- |
| Església de Santa Eugènia                  | BCIN 191-MH  | Romànic XI, XII                | Santa Eugènia de Berga Pl. Major                                | 41° 54′ 01″ N, 2° 17′ 00″ E / 41.900287°N,2.283317°E | RI-51-0000438 | Església de Santa Eugènia (Santa Eugènia de Berga) · Vegeu més fotos d'aquest monument · Carregueu una nova foto d'aquest monument |
| Castell d'Heures, o Domus de Sala-d'Heures | BCIN 1400-MH | Romànic, historicisme XIII, XX | Santa Eugènia de Berga Sala-d'Heures                            | 41° 54′ 11″ N, 2° 18′ 04″ E / 41.902972°N,2.301130°E | RI-51-0005686 | Castell d'Heures (Santa Eugènia de Berga) · Vegeu més fotos d'aquest monument · Carregueu una nova foto d'aquest monument          |
| Mas Mitjà                                  |              | Obra popular XVIII             | Santa Eugènia de Berga Ctra. Vic - Santa Eugènia, km 1          | 41° 55′ 06″ N, 2° 16′ 38″ E / 41.91838°N,2.27735°E   | IPA-23957     | Carregueu una nova foto d'aquest monument                                                                                          |
| El Gener de la Plana, o Villa Carmen       |              | Eclecticisme XVI, XIX, XX      | Santa Eugènia de Berga Plantalamor-Gener                        | 41° 54′ 35″ N, 2° 16′ 40″ E / 41.909656°N,2.277869°E | IPA-23958     | El Gener de la Plana (Santa Eugènia de Berga) · Vegeu més fotos d'aquest monument · Carregueu una nova foto d'aquest monument      |
| Mas Fontanelles                            |              | Obra popular XVI-XVII          | Santa Eugènia de Berga Sant Marc                                | 41° 54′ 41″ N, 2° 17′ 25″ E / 41.91136°N,2.29015°E   | IPA-23959     | Mas Fontanelles (Santa Eugènia de Berga) · Vegeu més fotos d'aquest monument · Carregueu una nova foto d'aquest monument           |
| Mas Reig                                   |              | Obra popular                   | Santa Eugènia de Berga Sala-d'Heures                            | 41° 54′ 20″ N, 2° 17′ 37″ E / 41.905540°N,2.293682°E | IPA-23961     | Mas Reig (Santa Eugènia de Berga) · Vegeu més fotos d'aquest monument · Carregueu una nova foto d'aquest monument                  |
| Teuleria de l'Aimerich                     |              | Obra popular XVIII             | Santa Eugènia de Berga Sala-d'Heures                            | 41° 54′ 21″ N, 2° 17′ 38″ E / 41.905699°N,2.293795°E | IPA-23962     | Teuleria de l'Aimerich (Santa Eugènia de Berga) · Vegeu més fotos d'aquest monument · Carregueu una nova foto d'aquest monument    |
| El Genís                                   |              | Obra popular XVII              | Santa Eugènia de Berga Zona del Bulló                           | 41° 53′ 56″ N, 2° 15′ 48″ E / 41.89881°N,2.26344°E   | IPA-23965     | El Genís (Santa Eugènia de Berga) · Vegeu més fotos d'aquest monument · Carregueu una nova foto d'aquest monument                  |
| Can Marró                                  |              | Obra popular                   | Santa Eugènia de Berga A 0,5 km de Calldetenes - Sota Sant Marc | 41° 55′ 07″ N, 2° 17′ 05″ E / 41.91849°N,2.28482°E   | IPA-23966     | Carregueu una nova foto d'aquest monument                                                                                          |
| Mas dels Frares                            |              | Obra popular XVIII, XX         | Santa Eugènia de Berga La Serreta                               | 41° 54′ 50″ N, 2° 16′ 51″ E / 41.91376°N,2.28091°E   | IPA-23968     | Mas dels Frares (Santa Eugènia de Berga) · Vegeu més fotos d'aquest monument · Carregueu una nova foto d'aquest monument           |
| Mas Roure                                  |              | Obra popular XVII              | Santa Eugènia de Berga Camí Santa Eugènia Saladeures            | 41° 54′ 29″ N, 2° 17′ 00″ E / 41.90805°N,2.28346°E   | IPA-23970     | Mas Roure (Santa Eugènia de Berga) · Vegeu més fotos d'aquest monument · Carregueu una nova foto d'aquest monument                 |
| Casanova d'en Pasqual, o Mas Noguera       |              | Obra popular                   | Santa Eugènia de Berga Camí de Santa Eugènia a Sant Marc        | 41° 54′ 28″ N, 2° 17′ 35″ E / 41.90790°N,2.29311°E   | IPA-23972     | Casanova d'en Pasqual (Santa Eugènia de Berga) · Vegeu més fotos d'aquest monument · Carregueu una nova foto d'aquest monument     |
| Puigoriol                                  |              | Obra popular XVIII             | Santa Eugènia de Berga Sector Explasa                           | 41° 54′ 03″ N, 2° 15′ 59″ E / 41.90082°N,2.26649°E   | IPA-23973     | Puigoriol (Santa Eugènia de Berga) · Vegeu més fotos d'aquest monument · Carregueu una nova foto d'aquest monument                 |
| Cal Rei                                    |              | Obra popular XVIII, XX         | Santa Eugènia de Berga Sota Sant Marc, a 1,5 km de Calldetenes  | 41° 54′ 51″ N, 2° 17′ 19″ E / 41.914054°N,2.288539°E | IPA-23974     | Cal Rei (Santa Eugènia de Berga) · Vegeu més fotos d'aquest monument · Carregueu una nova foto d'aquest monument                   |
| Can Co, Hostal d'en Moles                  |              | Obra popular XVIII             | Santa Eugènia de Berga La Serreta                               | 41° 55′ 03″ N, 2° 16′ 58″ E / 41.91754°N,2.28288°E   | IPA-23975     | Can Co (Santa Eugènia de Berga) · Vegeu més fotos d'aquest monument · Carregueu una nova foto d'aquest monument                    |
| Can Pol                                    |              | Obra popular                   | Santa Eugènia de Berga Trencall Explasa                         | 41° 54′ 26″ N, 2° 16′ 26″ E / 41.90709°N,2.27390°E   | IPA-23976     | Carregueu una nova foto d'aquest monument                                                                                          |
| Can Bertran, o la Caseta de Tarres de Vall |              | Obra popular XVIII             | Santa Eugènia de Berga Trencall Explasa                         | 41° 54′ 05″ N, 2° 15′ 55″ E / 41.901397°N,2.265147°E | IPA-23977     | Carregueu una nova foto d'aquest monument                                                                                          |
| El Duran                                   |              | Obra popular XVIII, XX         | Santa Eugènia de Berga Trencall Explasa                         | 41° 54′ 21″ N, 2° 16′ 28″ E / 41.90594°N,2.27438°E   | IPA-23978     | Carregueu una nova foto d'aquest monument                                                                                          |
| Casa Nova de Plantalamor                   |              | Obra popular XVIII             | Santa Eugènia de Berga Trencall Explasa                         | 41° 54′ 27″ N, 2° 16′ 09″ E / 41.907366°N,2.269093°E | IPA-23979     | Carregueu una nova foto d'aquest monument                                                                                          |
| Can Coll                                   |              | Obra popular                   | Santa Eugènia de Berga Trencall Explasa                         | 41° 54′ 14″ N, 2° 16′ 02″ E / 41.90385°N,2.26714°E   | IPA-23980     | Carregueu una nova foto d'aquest monument                                                                                          |
| Can Discorra                               |              | Obra popular                   | Santa Eugènia de Berga Trencall Explasa                         | 41° 54′ 43″ N, 2° 17′ 49″ E / 41.91184°N,2.29693°E   | IPA-23981     | Can Discorra (Santa Eugènia de Berga) · Vegeu més fotos d'aquest monument · Carregueu una nova foto d'aquest monument              |
| L'Hostalet del Bulló                       |              | Obra popular XVII-XVIII        | Santa Eugènia de Berga A ponent de la població 1 km             | 41° 53′ 58″ N, 2° 16′ 21″ E / 41.89934°N,2.27262°E   | IPA-24137     | L'Hostalet del Bulló (Santa Eugènia de Berga) · Vegeu més fotos d'aquest monument · Carregueu una nova foto d'aquest monument      |
| Creu de Puigsacost                         |              | XX                             | Santa Eugènia de Berga                                          | 41° 53′ 53″ N, 2° 16′ 44″ E / 41.89795°N,2.278903°E  | IPA-31194     | Carregueu una nova foto d'aquest monument                                                                                          |
| Pont de Santa Eugènia de Berga             |              | Obra popular                   | Santa Eugènia de Berga Sobre la riera de Vilalleons             | 41° 54′ 24″ N, 2° 17′ 04″ E / 41.906656°N,2.284552°E | IPA-36952     | Carregueu una nova foto d'aquest monument                                                                                          |